# Товстолузька сільська рада
Товстолу́зька сільська́ ра́да — адміністративно-територіальна одиниця та орган місцевого самоврядування в Тернопільському районі Тернопільської області. Адміністративний центр — село Товстолуг.

## Загальні відомості
Товстолузька сільська рада утворена в 1939 році.
- Територія ради: 15,11 км²
- Населення ради: 1 108 осіб (станом на 2001 рік)
- Територією ради протікає річка Гнізна

## Населені пункти
Сільській раді підпорядковані населені пункти:
- с. Товстолуг
- с. Застінка

## Населення
Згідно з переписом УРСР 1989 року чисельність наявного населення сільської ради становила 1471 особа, з яких 678 чоловіків та 793 жінки.
За переписом населення України 2001 року в сільській раді мешкало 1111 осіб.

### Мова
Розподіл населення за рідною мовою за даними перепису 2001 року:
| Мова       | Відсоток |
| ---------- | -------- |
| українська | 99,91 %  |
| російська  | 0,09 %   |

## Склад ради
Рада складається з 16 депутатів та голови.
- Голова ради: Присяжний Юрій Любомирович

### Керівний склад попередніх скликань
| Прізвище, ім'я, по батькові   | Основні відомості                                                 | Дата обрання | Дата звільнення |
| ----------------------------- | ----------------------------------------------------------------- | ------------ | --------------- |
| Гуля Галина Ярославівна       | Сільський голова, 1967 року народження, позапартійна              | 26.03.2006   | 31.10.2010      |
| Паламарчук Михайло Михайлович | Сільський голова, 1983 року народження, освіта вища, безпартійний | 31.10.2010   | 16.12.2012      |
| Присяжний Юрій Любомирович    | Сільський голова, 1966 року народження, освіта вища, безпартійний | 16.12.2012   |                 |

Примітка: таблиця складена за даними сайту Верховної Ради України

### Депутати
За результатами місцевих виборів 2010 року депутатами ради стали:

#### За суб'єктами висування
| Суб'єкт висування                                   | Кількість обраних депутатів | %    |
| --------------------------------------------------- | --------------------------- | ---- |
| Самовисування                                       | 15                          | 93,8 |
| Політична партія Всеукраїнське об'єднання «Свобода» | 1                           | 6,3  |

#### За округами
| № округу                                            | Прізвище, ім'я, по батькові    | Дата визнання обраним | Освіта             | Партійна приналежність                    | Відомості про обраного депутата             |
| --------------------------------------------------- | ------------------------------ | --------------------- | ------------------ | ----------------------------------------- | ------------------------------------------- |
| Політична партія Всеукраїнське об'єднання «Свобода» |                                |                       |                    |                                           |                                             |
| 6                                                   | Бойко Володимир Ярославович    | 31.10.2010            | вища               | член Всеукраїнського об'єднання «Свобода» | А-Банк, спеціаліст                          |
| Самовисування                                       |                                |                       |                    |                                           |                                             |
| 1                                                   | Назарко Богданна Володимирівна | 31.10.2010            | середня            | позапартійна                              | ПМП «Агрон», кухар                          |
| 2                                                   | Панькевич Ігор Михайлович      | 31.10.2010            | середня            | позапартійний                             | тимчасово не працює                         |
| 3                                                   | Дацик Наталія Зіновіївна       | 31.10.2010            | середня спеціальна | позапартійна                              | Дитячий ясла-садок «Барвінок», кухар        |
| 4                                                   | Гайдук Оксана Петрівна         | 31.10.2010            | середня спеціальна | позапартійна                              | Товстолузька сільська рада, начальник ВОС   |
| 5                                                   | Гоцко Олег Миколайович         | 31.10.2010            | середня спеціальна | позапартійний                             | Комбінат хлібопродуктів, охоронець          |
| 7                                                   | Гасій Лариса Миколаївна        | 31.10.2010            | вища               | позапартійна                              | Товстолузька сільська рада, секретар        |
| 8                                                   | Давидович Андрій Богданович    | 31.10.2010            | середня спеціальна | позапартійний                             | ПМП «Агрон», завгосп                        |
| 9                                                   | Рогатинський Петро Васильович  | 31.10.2010            | вища               | позапартійний                             | тимчасово не працює                         |
| 10                                                  | Гуля Степан Романович          | 31.10.2010            | вища               | позапартійний                             | тимчасово не працює                         |
| 11                                                  | Парійчук Світлана Георгіївна   | 31.10.2010            | вища               | позапартійна                              | ВАП «Птахофабрика», бухгалтер               |
| 12                                                  | Кухарський Роман Володимирович | 31.10.2010            | середня            | позапартійний                             | Тернопільське автотранспортне ДЕПО, водій   |
| 13                                                  | Кравчинюк Ольга Степанівна     | 31.10.2010            | середня спеціальна | позапартійна                              | тимчасово не працює                         |
| 14                                                  | Артемович Роман Любомирович    | 31.10.2010            | вища               | позапартійний                             | приватний підприємець                       |
| 15                                                  | Сірант Юрій Романович          | 31.10.2010            | вища               | позапартійний                             | Товстолузька загальноосвітня школа, вчитель |
| 16                                                  | Кухарський Роман Васильович    | 31.10.2010            | вища               | позапартійний                             | ФМ «Нова», охоронець                        |